# 林紹明
林紹明（1577年十月初一—17世纪？），字五磊，號春曙，浙江紹興府會稽縣人，明朝官员。

## 生平
万历二十五年（1597年）丁酉科浙江乡试四十九名舉人，萬曆三十二年（1604年）甲辰科进士，都察院觀政，初授刑部主事，三十五年丁憂，三十七年補刑部主事，三十八年升员外郎，前往江西恤刑，升郎中，四十年升苏州知府，四十一年丁憂離職，四十四年補廣州知府，四十七年升廣東副使，天启二年（1622年）升湖廣参政，照旧參政管事，四年升江西按察使，六年升福建右布政使，七年升廣東左布政使。